# Dr. A. Kuyperlaan 18b
Het gebouw op het adres Dr. A. Kuyperlaan 18b (voorheen Eendrachtspark 144) is een gemeentelijke monument in Bussum. Het voormalige schoolgebouw in de Noord-Hollandse gemeente Gooise Meren ligt op een perceel tussen de Dr. Kuperlaan en het Eendrachtspark, met de voorgevel (westgevel) aan het Eendrachtspark.
Het werd in 1922 in opdracht van het bestuur van de school met de bijbel ontworpen door de architect Tjeerd Kuipers in een traditionele bouwstijl (invloed K.P.C. de Bazel). Stedenbouwkundig is het schoolgebouw zorgvuldig geïntegreerd in de woonwijk.
Tegenwoordig is het in gebruik als kinderdagverblijf.